# Championnats du monde de cross-country éliminatoire 2024
Navigation
2023 2025
Les championnats du monde de cross-country éliminatoire 2024 sont la 13e édition de ces championnats, organisés par l'Union cycliste internationale (UCI) et décernant les titres mondiaux en cross-country éliminatoire. Ils ont lieu le 13 juillet 2024 à Aalen en Allemagne.
Chez les femmes, l'Italienne Gaia Tormena remporte son cinquième titre (le quatrième d'affilée) et chez les hommes, le Néerlandais Jeroen van Eck devient pour la première fois champion du monde.

## Podiums
| Épreuves | Or             | Argent          | Bronze            |
| -------- | -------------- | --------------- | ----------------- |
| Hommes   | Jeroen van Eck | Jakob Klemenčič | Simon Gegenheimer |
| Femmes   | Gaia Tormena   | Lia Schrievers  | Marion Fromberger |